# Café Corso (Salzburg)

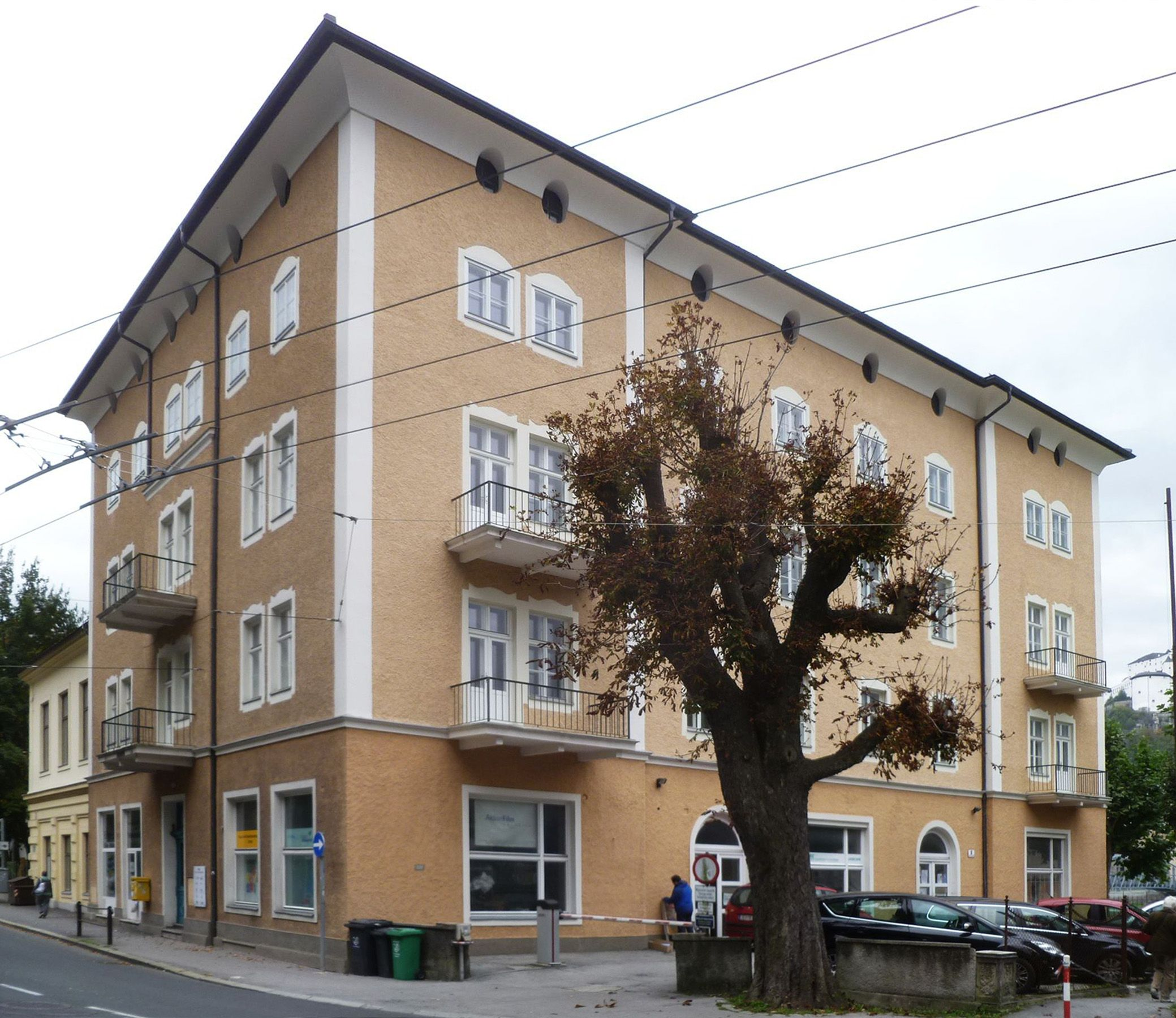
Café Corso in Salzburg

Das Café Corso in der Stadt Salzburg (Imbergstraße 2, Robert Jungk Platz 1, Giselakai 19) ist ein ehemaliges Kaffeehaus. An das Gebäude angebaut ist die dem Salzburger Turnverein gehörende Jahnturnhalle.
1894 errichtete Jakob Ceconi im Gefolge der Salzachregulierung zwischen der Karolinenbrücke und der Staatsbrücke das Doppelwohnhaus „Turner Hof“ an der Imbergstraße. Am 10. Juli 1895 suchte er um eine Caféhauskonzession an und eröffnete hier am 16. Juli 1895 das Café Corso. Erster Cafetier war Johann Wortner. 1897 führte der Wiener Cafetier Georg Krimml dieses Café weiter. Die Räume oberhalb der Gaststätte wurden als Wohnungen vermietet. Trotz seiner guten Lage und eines schönen Gartens (der Mozartsteg bestand allerdings zu jener Zeit noch nicht) wollte der Betrieb nicht so recht laufen. Deshalb setzte sich Krimmel für den Bau des Mozartstegs ein, der dann auch 1903 errichtet wurde. Krimmel soll auch den Bau des Makartstegs angeregt haben.
Vor dem Thurnerhof wurde am 19. Juni 1900 das Siegmund-Thun-Denkmal enthüllt, das heute nicht mehr vorhanden ist.
1903 gab Krimmel das Café Corso auf und übernahm das Café National im Faberhaus. Das Café Corso wurde bis 1906 von Josef Lex jun. betrieben, 1907 folgte ihm Charlotte Crips, 1908 Jakob Heissenberger und von 1909 bis 1917 Leopold Götzinger. In den 1920er Jahren gehörte das Haus der Salzburger Familie Rajsigl (Großhandel mit Lebensmitteln und Bedarfsartikeln), Pächter waren Rudolf Ebenhoch, 1929 Franz Heidl und 1932 Franz Hebsacker. 1931 erwarb der aus Steyr stammende Bäckermeister Hans Schwarz das Haus mitsamt dem Café. Ab da wurde es als Tanzcafé Corso geführt.
Während der Zeit des Nationalsozialismus herrschte in Salzburg ab 1943 ein Tanzverbot; die Räume des Caféhauses wurden an die deutsche Wehrmacht vermietet und in dem Haus wurden eine Uniformschneiderei und eine Wehrmachtküche eingerichtet. Der zweite Bombenangriff auf Salzburg am 17. November 1944 verursachte schwere Schäden am Gebäude.
Nach dem Zweiten Weltkrieg wurde es 1949/50 im Stil der „neuen Zeit“ wieder aufgebaut. Bereits 1949 erfolgte die Wiedereröffnung des Tanzcafés Corso sowie des restlichen Teils des Hauses als Hotel Corso mit 29 Zimmern. Das Hotel wurde damals von Festspielkünstlern gebucht. Hans Moser trug sich beispielsweise im September 1954 in das Gästebuch ein, Curd Jürgens schon am 15. Dezember 1953; es folgten Gunther Philipp, Gusti Wolf, Cornelia Froboess und viele andere.
1959 wurde das Gebäude nochmals renoviert, aber 1966 stellte man den Hotel- und Kaffeebetrieb ganz ein. 1979 mietete das Land Salzburg das Gebäude an. Nach einer neuerlichen Renovierung wurde es von 1981 bis 2014 zum Haus der Erwachsenenbildung.

Café Corso
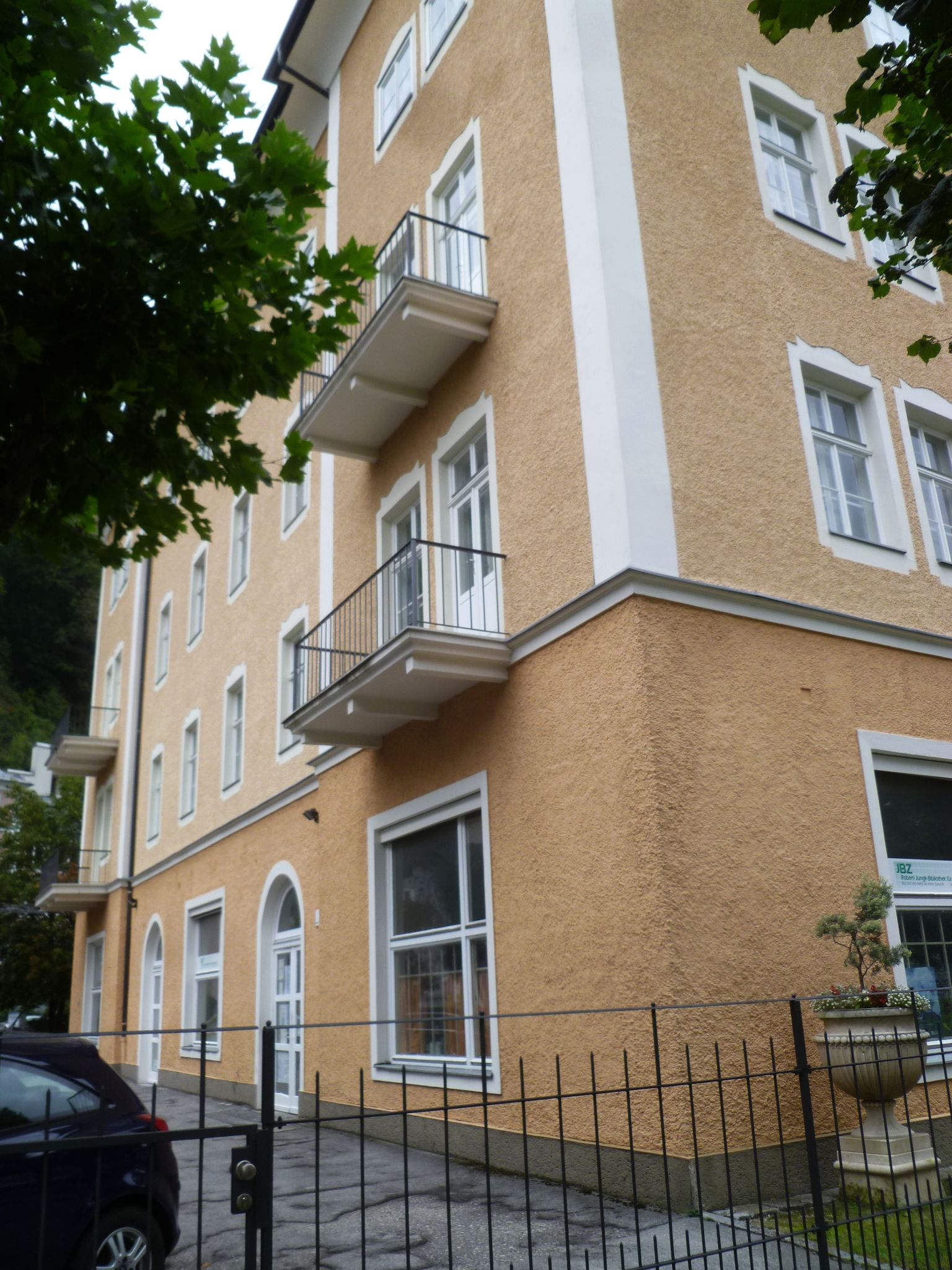
Café Corso: Aufnahme vom Giselakai aus
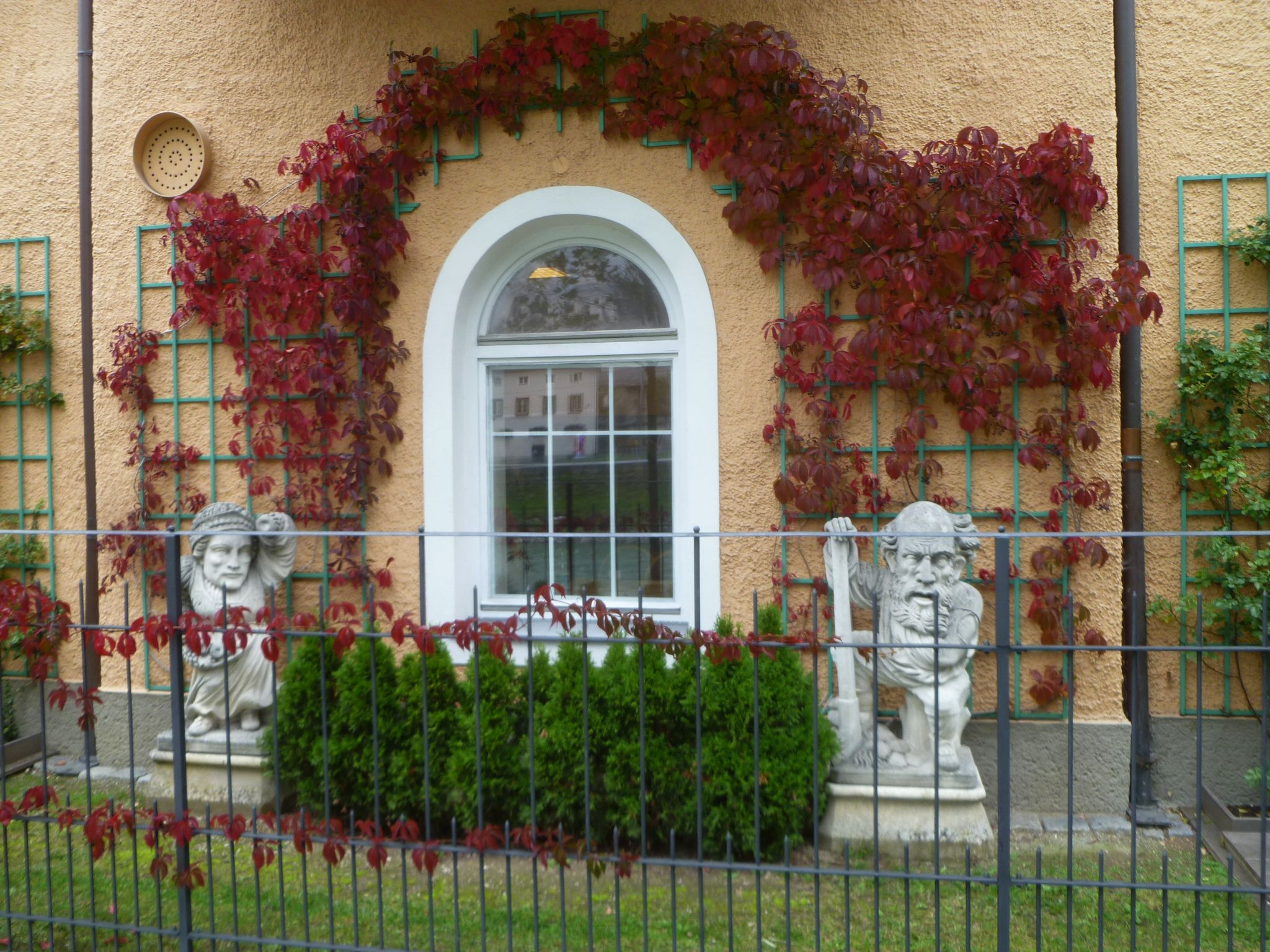
Café Corso: Kopien der Zwergerl aus dem Mirabellgarten